# Arran Gulliver
Arran Gulliver, né le 3 juillet 1997 est un bobeur britannique.

## Biographie
En 2023, dans l'équipe de Brad Hall, il devient le premier bobeur britannique champion d'Europe.

## Palmarès

### Championnats monde
- : médaillé d'argent en bob à 4 aux championnats monde de 2023.
- : médaillé de bronze en bob à 4 aux championnats monde de 2025.

### Coupe du monde
- 11 podiums  : 
  - en bob à 4 : 4 victoires, 5 deuxièmes places et 2 troisièmes places.

#### Détails des victoires en Coupe du monde
| Édition   | Bob à 2 | Bob à 4                |
| 2022-2023 |         | Park City Altenberg x2 |
| 2024-2025 |         | Saint-Moritz           |